# Tanjung Merindu
Tanjung Merindu is een bestuurslaag in het regentschap Ogan Komering Ilir van de provincie Zuid-Sumatra, Indonesië. Tanjung Merindu telt 1064 inwoners (volkstelling 2010).